# 罕華基
罕華基，（1863年—1929年），汉傣族，字紹堂，傣名罕撫法，中國清朝時期耿馬司土司，1897年—1915年在位。罕華基能通曉傣、漢兩語，清末民初時擁護辛亥革命與護國運動，雲南都督蔡鍔親贈「急公好義」匾額。晚年傳位給長子罕富國。五子罕富廷於罕富國之後接任耿馬土司。